# Ismaïla Sy
Ismaïla Sy, né le 29 mai 1979 à Versailles, est un joueur français de basket-ball Il joue au poste de meneur arrière

## Biographie

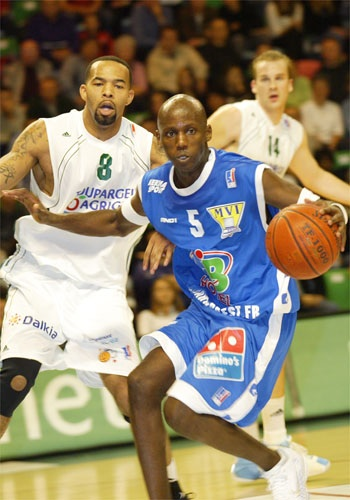
Ismaïla sy, sous le maillot de brest.

Frère du basketteur Abbas Sy, Ismaïla  Sy est originaire de la ville de Trappes. Issu du club de la ville, il rejoint le CSP Limoges pour évoluer avec les espoirs alors qu'il n'a que 15 ans. Après une saison, il rejoint le centre de formation de la CRO Lyon. Il commence ensuite sa carrière professionnelle avec le club de Nancy où il joue pendant six saisons.
Avec 15,2 points de moyenne, il termine meilleur marqueur français[réf. nécessaire] lors de sa première saison. Il ajoute 2,7 rebonds et 3,3 passes décisives en 29,3 minutes, meilleure progression et meilleur marqueur de l'histoire du SLuc Nancy en playoffs avec 19,9 points de moyenne à seulement vingt ans. Il rejoint ensuite le club italien Reggio calabria ou il dispute quatorze journées et il termine avec une moyenne de 11,6 points. Il termine la saison avec le BCM Gravelines, terminant avec une moyenne de 9 points.
Il décide de retenter l'aventure italienne et signe avec le club de Trieste où il réalise une saison 2002-2003 en demi mesure, avec tout de même de très belles performances. La saison suivante il part en Allemagne à Ludwisburg.

### Retour en France au Sluc Nancy
Il fait de nouveau un retour en France, dans le club de  l'Étendard de Brest qui vient de remonter en Pro A. Il retrouve ensuite son premier club italien, Reggio Calabria où il signe un contrat de deux ans. Mais le club dépose le bilan après la première année et il rejoint  Hyères Toulon Var Basket sous les ordres de Alain Weisz en tant que  pigiste médical de Laurent Legname puis du meneur américain Sean Colson.

## Clubs
- 1994-1995 :  CSP Limoges (Espoirs LNB)
- 1995-1996 : CRO Lyon Basket (Espoirs LNB)
- 1996-2001 :  Nancy (Pro A)
- 2001-2002 :
  -  Reggio di Calabria (LegA)
  -  Gravelines (Pro A)
- 2002-2003 :  Trieste (LegA)
- 2003-2004 :  Nancy (Pro A)
- 2004-2005 :  Ludwigsburg (Basketball-Bundesliga)
- 2005-2006 :  Brest (Pro A)
- 2006-2007 :  Reggio di Calabria (Lega Due)
- 2007-2008 :  Hyères-Toulon (Pro A)
- 2008-2009 :
  -  Bourg-en-Bresse (Pro B)
  - Clermont (Pro B)
  - Boulazac (Pro B)
- 2009-2010 :  Fos Ouest Provence Basket (Pro B)
- 2010-2012 :  Étoile Sportive Saint-Michel Le Portel Côte d'Opale (Pro B)
- 2012-2013 :  Fos Ouest Provence Basket (Pro B)
- 2013-2014 :  Saint-Quentin Basket-Ball (Pro B)
- 2014-2015 :  Sorgues Avignon Le Pontet Vaucluse (Nationale 1)

## Sélection nationale
- Équipe de France junior

Sélection Équipe de France